# Ingenolmebutat
Ingenolmebutat ist eine in der Garten-Wolfsmilch (Euphorbia peplus) vorkommende Substanz aus der chemischen Gruppe der Diterpene. Sie ist als Arzneistoff zur topischen Behandlung der aktinischen Keratose einsetzbar, einer durch intensive Einwirkung von UV-Strahlung verursachten Hauterkrankung und Präkanzerose. In den USA ist ein ingenolmebutathaltiges Gel seit Januar 2012 zugelassen. In der Europäischen Union bestand eine Zulassung vom November 2012 bis zum Februar 2020. Aufgrund eines erhöhten Hautkrebsrisikos wird das Nutzen-Risiko-Verhältnis als negativ beurteilt.

## Vorkommen und Wirkung

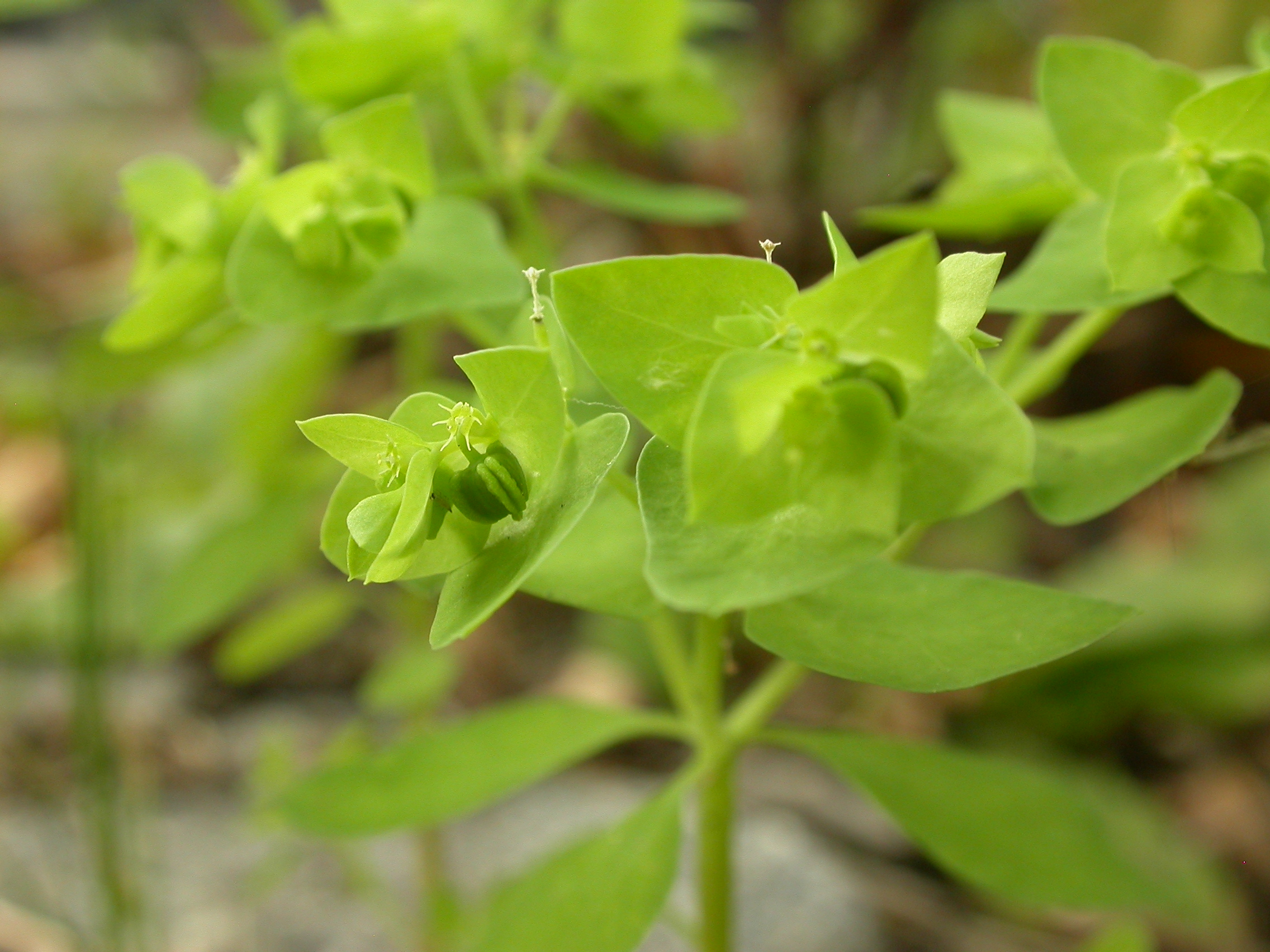
Ingenolmebutat ist eine in den oberirdischen Teilen der Garten-Wolfsmilch vorkommende Substanz.

Ingenolmebutat gehört zu den Estern einer Gruppe von Diterpenen (Ingenane, Tigliane, Daphnane), die eine wichtige Rolle für die Ätiologie der Tumorentstehung spielen.
Ingenolmebutat wird an zwei (Stamm, Extremitäten) bzw. drei (Gesicht, Kopfhaut) aufeinanderfolgenden Tagen jeweils einmal auf den betroffenen Hautstellen aufgetragen und führt dort zu einer epidermalen Nekrose. Der genaue Wirkungsmechanismus ist nicht bekannt. In-vivo- und In-vitro-Versuche deuten auf einen dualen Mechanismus hin: zum einen eine direkte zytotoxische Wirkung und zum anderen eine Förderung einer Entzündungsreaktion durch die örtlich begrenzte Produktion von proinflammatorischen Zytokinen und Chemokinen und durch Einwanderung von immunkompetenten Zellen. Als unerwünschte Wirkungen wurden sehr häufig (d. h. bei mehr als 10 Prozent der Behandelten) lokale, darunter auch schwere, Hautreaktionen an der Anwendungsstelle wie Erythem, Exfoliation, Schorf, Schwellungen und Pusteln beobachtet.

## Frühe Nutzenbewertung
In Deutschland müssen sich seit 2011 neu zugelassene Medikamente mit neuen Wirkstoffen aufgrund § 35a SGB V (AMNOG) einer „frühen Nutzenbewertung“ durch den Gemeinsamen Bundesausschuss (G-BA) unterziehen. Dabei wird in einem in der Verfahrensordnung festgelegten Prozess der Zusatznutzen gegenüber einer „zweckmäßigen“ Vergleichstherapie bewertet. Der G-BA stellt dann in einem Beschluss den Grad des Zusatznutzens fest. Darauf basierend handeln pharmazeutischer Unternehmer und Spitzenverband der gesetzlichen Krankenkassen den Arzneimittelpreis aus. Dies galt auch für Ingenolmebutat. Eine erste Bewertung durch das Institut für Qualität und Wirtschaftlichkeit im Gesundheitswesen (IQWiG) fand im April 2013 statt, die Beschlussfassung durch den G-BA folgte im Juli 2013 sowie die Vereinbarung eines Erstattungsbetrages, der für die Krankenkassen in Deutschland ab 15. Januar 2014 galt. Ingenolmebutat-Gel war „das erste Präparat zur topischen Anwendung, das das Verfahren der frühen Nutzenbewertung und die sich anschließenden Erstattungsbetragsverhandlungen durchlaufen hat.“

## Sicherheitsaspekte
Die FDA warnte 2015 vor dem eventuellen Auftreten schwerer allergischer Reaktionen und Herpes zoster und verwies auf die Notwendigkeit der vorsichtigen und sachgemäßen Anwendung, um unerwünschte Hautreaktionen zu minimieren.
Im September 2019 hat die Europäische Arzneimittel-Agentur  (EMA) eine Sicherheitsprüfung von Ingenolmebutat veranlasst. Die Prüfung wurde auf Anforderung der Europäischen Kommission (EK) eingeleitet, nachdem Daten aus mehreren Studien eine erhöhte Anzahl von Hautkrebsfällen, einschließlich Fällen von Plattenepithelkarzinom, bei Patienten, die Picato anwendeten, gezeigt hatten. Im Januar 2020 informierte der Hersteller über das Ruhen der Zulassung, das die Europäische Kommission als Vorsichtsmaßnahme angeordnet hatte, um zunächst die Überprüfung des Hautkrebsrisikos fortzusetzen. Auf Antrag des bisherigen Zulassungsinhabers wurde dann am 11. Februar 2020 die Genehmigung des Inverkehrbringens von Picato in der Europäischen Union widerrufen.
Am 20. April 2020 beendete die Europäische Arzneimittel-Agentur die Überprüfung von Picato mit dem Ergebnis, dass die Risiken des Arzneimittels den Nutzen überwiegen. Demnach zeige Ingenolmebutat im Vergleich zu Imiquimod (ein weiterer Arzneistoff gegen aktinische Keratosen) ein erhöhtes Auftreten von Hautkrebs, insbesondere von Plattenepithelkarzinomen, in den behandelten Hautarealen. Weiterhin sei ein therapeutischer Effekt nicht dauerhaft gegeben. Außerdem stehen für aktinische Keratosen andere Behandlungsmöglichkeiten zur Verfügung.
In den Vereinigten Staaten wurden keine derartigen Maßnahmen ergriffen (Stand Januar 2020).

## Handelsnamen
Picato (USA, EU),  Ingenol Mebutate Perrigo (USA)